# Verovering van Tarifa
De Verovering van Tarifa was een militaire operatie onder leiding van de Kroon van Castilië, met steun van Genuese, Aragonese en Granada, waardoor de stad Tarifa werd veroverd in 1292, in handen van de Meriniden.

## Geschiedenis
De omsingeling van de stad, die gedurende de middeleeuwen een belangrijk strategisch belang had behouden voor de verschillende grootmachten in het gebied, bestond uit een gecombineerde aanval door land- en zeestrijdkrachten. Sinds het voorgaande jaar was Tarifa onderworpen aan een marineblokkade om de bevoorrading van voorraden te voorkomen. Het marinecontensent, geleid door de Genuese admiraal Benedetto Zaccaria, bestond uit een vloot van Genuese, Castiliaanse en Aragonese schepen (subcomandadas de laatste door Berenguer de Montoliú). Sancho IV kreeg ook logistieke hulp van het emiraat van Granada. Het landhek werd opgericht rond juli 1292, met de aankomst in het Sancho IV-gebied van Castilla.
De intocht van de overwinnende troepen van Sancho IV in de stad moet op 14 oktober 1292 hebben plaatsgevonden
Volgens Miguel Ángel Ladero Quesada was de verovering van de stad de meest beslissende christelijke vooruitgang in twee eeuwen conflicten in de Straat van Gibraltar.